# Volta à Catalunha de 2014
A 94.ª edição da Volta à Catalunha, disputou-se entre 24 e a 30 de março de 2014. Começou em Calella e finalizou em Barcelona, distribuindo-se em sete etapas para um total de 1.173 quilómetros; contou com duas finais em alto tanto na terceira como na quarta etapa, as outras jornadas foram em media montanha sendo a primeira e a última as mais dificultosas nesse aspecto.
A prova fez parte do UCI WorldTour de 2014 sendo a quinta concorrência de dito calendário.
O ganhador foi o espanhol Joaquim Rodríguez da equipa Katusha, quem também se fez com a terceira etapa. Acompanharam-no em o pódio Alberto Contador (Tinkoff-Saxo) e Tejay Van Garderen (BMC).
Nas classificações secundárias venceram Stef Clement (montanha), Michel Koch (sprints) e Garmin Sharp (equipas).

## Equipas participantes
Tomaram parte na carreira 22 equipas: todos os UCI ProTeam (ao ser obrigada sua participação); mais 4 Profissionais Continentais convidados pela organização (Caja Rural-Seguros RGA, Cofidis, Solutions Crédits, CCC Polsat Polkowice e Wanty-Groupe Gobert). Formando assim um pelotão de 176 ciclistas, de 8 ciclistas a cada equipa, os que finalizaram 101. As equipas participantes foram:ref>Volta_Ciclista_a_Catalunya_2014-Startlist Volta_Ciclista_a_Cataluña_2014-Startlist] procyclingstats.com</ref>
| Equipa                               | Cód. UCI | Categoria                | Chefe de filas                    |
| ------------------------------------ | -------- | ------------------------ | --------------------------------- |
| AG2R La Mondiale                     | ALM      | UCI ProTeam              | Carlos Betancur                   |
| Astana Pro Team                      | AST      | UCI ProTeam              | Mikel Landa Jakob Fuglsang        |
| Belkin-Pro Cycling Team              | BEL      | UCI ProTeam              | Laurens ten Dam                   |
| BMC Racing Team                      | BMC      | UCI ProTeam              | Samuel Sánchez Tejay van Garderen |
| Cannondale                           | CAN      | UCI ProTeam              | Ivan Basso                        |
| Fdj.fr                               | FDJ      | UCI ProTeam              | Thibaut Pinot                     |
| Garmin-Sharp                         | GRS      | UCI ProTeam              | Daniel Martin                     |
| Team Katusha                         | KAT      | UCI ProTeam              | Joaquim Rodríguez                 |
| Lampre-Merida                        | LAM      | UCI ProTeam              | Chris Horner                      |
| Lotto Belisol                        | LTB      | UCI ProTeam              | Jurgen Van dnk Broeck             |
| Movistar Team                        | MOV      | UCI ProTeam              | Nairo Quintana                    |
| Omega Pharma-Quick Step Cycling Team | OPQ      | UCI ProTeam              | Rigoberto Urán                    |
| Orica GreenEDGE                      | OGE      | UCI ProTeam              | Christian Meier                   |
| Team Sky                             | SKY      | UCI ProTeam              | Chris Froome                      |
| Team Giant-Shimano                   | GIA      | UCI ProTeam              | Warren Barguil                    |
| Team Europcar                        | EUC      | UCI ProTeam              | Thomas Voeckler Pierre Rolland    |
| Tinkoff-Saxo                         | TCS      | UCI ProTeam              | Alberto Contador                  |
| Trek Factory Racing                  | TFR      | UCI ProTeam              | Haimar Zubeldia Julián Arredondo  |
| Caja Rural-Seguros RGA               | CJR      | Profissional Continental | Luis León Sánchez                 |
| Cofidis, Solutions Crédits           | COF      | Profissional Continental | Dani Navarro                      |
| CCC Polsat Polkowice                 | CCC      | Profissional Continental | Davide Rebellin                   |
| Wanty-Groupe Gobert                  | WGG      | Profissional Continental | Thomas Degand                     |

## Etapas

### 1.ª Etapa:24 de marçode2014.Calella-Calella, 165,7 km
|   | Ciclista           | Equipa                  | Tempo          |
| - | ------------------ | ----------------------- | -------------- |
| 1 | Luka Mezgec        | Giant-Shimano           | 4 h 9 min 13 s |
| 2 | Leigh Howard       | Orica-GreenEDGE         | m.t.           |
| 3 | Julian Alaphilippe | Omega Pharma-Quick Step | m.t.           |
| 4 | Paul Martens       | Belkin                  | m.t.           |
| 5 | Tosh Van Der Sande | Lotto Belisol           | m.t.           |

|   | Ciclista           | Equipa                  | Tempo          |
| - | ------------------ | ----------------------- | -------------- |
| 1 | Luka Mezgec        | Giant-Shimano           | 4 h 9 min 03 s |
| 2 | Leigh Howard       | Orica-GreenEDGE         | a 4 s          |
| 3 | Julian Alaphilippe | Omega Pharma-Quick Step | a 6 s          |
| 4 | Boris Vallée       | Lotto-Belisol           | a 8 s          |
| 5 | Cédric Pineau      | Fdj.fr                  | a 9 s          |

### 2.ª Etapa:25 de marçode2014.Mataró-Gerona,  171,2 km
|   | Ciclista           | Equipa                  | Tempo           |
| - | ------------------ | ----------------------- | --------------- |
| 1 | Luka Mezgec        | Giant-Shimano           | 3 h 57 min 49 s |
| 2 | Roberto Ferrari    | Lampre-Merida           | m.t.            |
| 3 | Daniele Ratto      | Cannondale              | m.t.            |
| 4 | Julian Alaphilippe | Omega Pharma-Quick Step | m.t.            |
| 5 | Marcus Burghardt   | BMC Racing              | m.t.            |

|   | Ciclista           | Equipa                  | Tempo          |
| - | ------------------ | ----------------------- | -------------- |
| 1 | Luka Mezgec        | Giant-Shimano           | 8 h 6 min 42 s |
| 2 | Roberto Ferrari    | Lampre-Merida           | a 14 s         |
| 3 | Leigh Howard       | Orica-GreenEDGE         | m.t.           |
| 4 | Julian Alaphilippe | Omega Pharma-Quick Step | a 16 s         |
| 5 | Daniele Ratto      | Cannondale              | m.t.           |

### 3.ª Etapa:26 de marçode2014.Banyoles-La Molina, 162,9 km
|   | Ciclista           | Equipa       | Tempo           |
| - | ------------------ | ------------ | --------------- |
| 1 | Joaquim Rodríguez  | Katusha      | 4 h 50 min 55 s |
| 2 | Alberto Contador   | Tinkoff-Saxo | a 5 s           |
| 3 | Nairo Quintana     | Movistar     | a 9 s           |
| 4 | Tejay van Garderen | BMC Racing   | a 11 s          |
| 5 | Chris Froome       | Sky          | a 13 s          |

|   | Ciclista           | Equipa       | Tempo            |
| - | ------------------ | ------------ | ---------------- |
| 1 | Joaquim Rodríguez  | Katusha      | 12 h 58 min 00 s |
| 2 | Alberto Contador   | Tinkoff-Saxo | a 5 s            |
| 3 | Nairo Quintana     | Movistar     | a 9 s            |
| 4 | Tejay van Garderen | BMC Racing   | a 11 s           |
| 5 | Chris Froome       | Sky          | a 13 s           |

### 4.ª Etapa:27 de marçode2014.Alp-Vallter 2000(Setcases), 166,4 km
|   | Ciclista           | Equipa           | Tempo         |
| - | ------------------ | ---------------- | ------------- |
| 1 | Tejay van Garderen | BMC Racing       | 4 h 49 m 30 s |
| 2 | Romain Bardet      | AG2R La Mondiale | m.t.          |
| 3 | Alberto Contador   | Tinkoff-Saxo     | a 3 s         |
| 4 | Joaquim Rodríguez  | Katusha          | a 4 s         |
| 5 | Nairo Quintana     | Movistar         | a 5 s         |

|   | Ciclista           | Equipa           | Tempo            |
| - | ------------------ | ---------------- | ---------------- |
| 1 | Joaquim Rodríguez  | Katusha          | 17 h 47 min 34 s |
| 2 | Alberto Contador   | Tinkoff-Saxo     | a 4 s            |
| 3 | Tejay van Garderen | BMC Racing       | a 7 s            |
| 4 | Romain Bardet      | AG2R La Mondiale | a 10 s           |
| 5 | Nairo Quintana     | Movistar         | m.t.             |

### 5.ª Etapa:28 de marçode2014.Llanars(Vale de Camprodón)-Valls, 222,2 km
|   | Ciclista           | Equipa                  | Tempo           |
| - | ------------------ | ----------------------- | --------------- |
| 1 | Luka Mezgec        | Giant-Shimano           | 5 h 16 min 00 s |
| 2 | Julian Alaphilippe | Omega Pharma-Quick Step | m.t.            |
| 3 | Samuel Dumoulin    | AG2R La Mondiale        | m.t.            |
| 4 | Paul Martens       | Belkin                  | m.t.            |
| 5 | Michel Kreder      | Wanty-Groupe Gobert     | m.t.            |

|   | Ciclista           | Equipa           | Tempo            |
| - | ------------------ | ---------------- | ---------------- |
| 1 | Joaquim Rodríguez  | Katusha          | 23 h 03 min 34 s |
| 2 | Alberto Contador   | Tinkoff-Saxo     | a 4 s            |
| 3 | Tejay van Garderen | BMC Racing       | a 7 s            |
| 4 | Romain Bardet      | AG2R La Mondiale | a 10 s           |
| 5 | Nairo Quintana     | Movistar         | m.t.             |

### 6.ª Etapa:29 de marçode2014.El Vendrell-Vilanova i la Geltrú, 163,9 km
|   | Ciclista         | Equipa                     | Tempo           |
| - | ---------------- | -------------------------- | --------------- |
| 1 | Stef Clement     | Belkin                     | 3 h 58 min 44 s |
| 2 | Rudy Molard      | Cofidis, Solutions Crédits | a 3 s           |
| 3 | Pieter Serry     | Omega Pharma-Quick Step    | m.t.            |
| 4 | Jens Voigt       | Trek                       | m.t.            |
| 5 | Marek Rutkiewicz | CCC Polsat Polkowice       | m.t.            |

|   | Ciclista           | Equipa           | Tempo            |
| - | ------------------ | ---------------- | ---------------- |
| 1 | Joaquim Rodríguez  | Katusha          | 27 h 03 min 13 s |
| 2 | Alberto Contador   | Tinkoff-Saxo     | a 4 s            |
| 3 | Tejay van Garderen | BMC Racing       | a 7 s            |
| 4 | Romain Bardet      | AG2R La Mondiale | a 10 s           |
| 5 | Nairo Quintana     | Movistar         | m.t.             |

### 7.ª Etapa:30 de marçode2014.Barcelona(Montjuic)-Barcelona(Montjuic), 120,7 km
|   | Ciclista         | Equipa     | Tempo           |
| - | ---------------- | ---------- | --------------- |
| 1 | Lieuwe Westra    | Astana     | 2 h 36 min 14 s |
| 2 | Marcus Burghardt | BMC Racing | a 1 min 22 s    |
| 3 | Thomas Voeckler  | Europcar   | m.t.            |
| 4 | Maciej Paterski  | Cannondale | a 1 min 26 s    |
| 5 | Yoann Bagot      | Cofidis    | a 1 min 36 s    |

|   | Ciclista           | Equipa           | Tempo            |
| - | ------------------ | ---------------- | ---------------- |
| 1 | Joaquim Rodríguez  | Katusha          | 29 h 41 min 34 s |
| 2 | Alberto Contador   | Tinkoff-Saxo     | a 4 s            |
| 3 | Tejay van Garderen | BMC Racing       | a 7 s            |
| 4 | Romain Bardet      | AG2R La Mondiale | a 10 s           |
| 5 | Nairo Quintana     | Movistar         | m.t.             |

## Classificações finais

### Classificação geral
| Posição | Ciclista           | Equipa           | Pontos           |
| ------- | ------------------ | ---------------- | ---------------- |
|         | Joaquim Rodríguez  | Katusha          | 29 h 41 min 34 s |
| 2       | Alberto Contador   | Tinkoff-Saxo     | a 4 s            |
| 3       | Tejay Van Garderen | BMC              | a 7 s            |
| 4       | Romain Bardet      | AG2R La Mondiale | a 10 s           |
| 5       | Nairo Quintana     | Movistar         | m.t.             |
| 6       | Chris Froome       | Sky              | a 17 s           |
| 7       | Andrew Talansky    | Garmin Sharp     | a 18 s           |
| 8       | Domenico Pozzovivo | AG2R La Mondiale | a 26 s           |
| 9       | Warren Barguil     | Giant-Shimano    | a 42 s           |
| 10      | Robert Kiserlovski | Trek             | a 48 s           |

## Evolução das classificações
| Etapa (Vencedor)               | Classificação geral | Classificação da montanha | Classificação dos sprints | Classificação por equipas | Classificação dos catalães | Classificação do troféu Miguel Poblet |
| ------------------------------ | ------------------- | ------------------------- | ------------------------- | ------------------------- | -------------------------- | ------------------------------------- |
| 1.ª etapa (Luka Mezgec)        | Luka Mezgec         | Romain Lemarchand         | Boris Vallée              | Omega Pharma-Quick Step   | Joaquim Rodríguez          | Romain Lemarchand                     |
| 2.ª etapa (Luka Mezgec)        | Lotto Belisol       | Romain Lemarchand         | Boris Vallée              | Michel Koch               | Joaquim Rodríguez          |                                       |
| 3.ª etapa (Joaquim Rodríguez)  | Joaquim Rodríguez   | Jack Bobridge             | Michel Koch               | Michel Koch               | Joaquim Rodríguez          | AG2R La Mondiale                      |
| 4.ª etapa (Tejay van Garderen) | Stef Clement        | Garmin Sharp              | Michel Koch               | Michel Koch               | Joaquim Rodríguez          |                                       |
| 5.ª etapa (Luka Mezgec)        | Stef Clement        | Garmin Sharp              | Michel Koch               | Michel Koch               | Joaquim Rodríguez          |                                       |
| 6.ª etapa (Stef Clement)       | Stef Clement        | Garmin Sharp              | Michel Koch               | Michel Koch               | Joaquim Rodríguez          |                                       |
| 7.ª etapa (Lieuwe Westra)      | Stef Clement        | Garmin Sharp              | Michel Koch               | Michel Koch               | Joaquim Rodríguez          |                                       |
| Final                          | Joaquim Rodríguez   | Stef Clement              | Michel Koch               | Garmin Sharp              | Joaquim Rodríguez          | Michel Koch                           |

## UCI World Tour
A Volta à Catalunha outorgou pontos para o UCI WorldTour de 2014, somente para corredores de equipas UCI ProTeam. As seguintes tabelas são o barómetro de pontuação e os corredores que obtiveram pontos:
| Posição             | 1.º | 2.º | 3.º | 4.º | 5.º | 6.º | 7.º | 8.º | 9.º | 10.º |
| Classificação geral | 100 | 80  | 70  | 60  | 50  | 40  | 30  | 20  | 10  | 4    |
| Por etapa           | 6   | 4   | 2   | 1   | 1   |     |     |     |     |      |

| Ciclista           | Equipa           | Pontos |
| ------------------ | ---------------- | ------ |
| Joaquim Rodríguez  | Katusha          | 107    |
| Alberto Contador   | Tinkoff-Saxo     | 86     |
| Tejay van Garderen | BMC Racing       | 77     |
| Romain Bardet      | AG2R La Mondiale | 64     |
| Nairo Quintana     | Movistar         | 53     |
| Chris Froome       | Sky              | 41     |
| Andrew Talansky    | Garmin Sharp     | 30     |
| Domenico Pozzovivo | AG2R La Mondiale | 20     |
| Luka Mezgec        | Giant-Shimano    | 18     |
| Warren Barguil     | Giant-Shimano    | 10     |

| Resto de corredores | Resto de corredores     | Resto de corredores | Resto de corredores |
| ------------------- | ----------------------- | ------------------- | ------------------- |
| Ciclista            | Equipo                  | Pontos              |                     |
| Julian Alaphilippe  | Omega Pharma-Quick Step | 7                   |                     |
| Stef Clement        | Belkin                  | 6                   |                     |
| Lieuwe Westra       | Astana                  | 6                   |                     |
| Marcus Burghardt    | BMC Racing              | 5                   |                     |
| Roberto Ferrari     | Lampre-Merida           | 4                   |                     |
| Leigh Howard        | Orica GreenEDGE         | 4                   |                     |
| Robert Kiserlovski  | Trek Factory Racing     | 4                   |                     |
| Samuel Dumoulin     | AG2R La Mondiale        | 2                   |                     |
| Paul Martens        | Belkin                  | 2                   |                     |
| Daniele Ratto       | Cannondale              | 2                   |                     |
| Pieter Serry        | Omega Pharma-Quick Step | 2                   |                     |
| Thomas Voeckler     | Europcar                | 2                   |                     |
| Tosh Van Der Sande  | Lotto Belisol           | 1                   |                     |
| Jens Voigt          | Trek                    | 1                   |                     |